# Tamopsis raveni
Tamopsis raveni là một loài nhện trong họ Hersiliidae. T. raveni được miêu tả năm 1987 bởi Martin Baehr & Barbara Baehr.